# Desmia tristigmalis
Desmia tristigmalis là một loài bướm đêm trong họ Crambidae.